# Franz Murer
Franz Murer (* 24. Jänner 1912 in St. Lorenzen ob Murau; † 5. Jänner 1994 in Leoben) war ein österreichischer Funktionär der NSDAP, einer der Hauptverantwortlichen für die Vernichtung der Juden in Vilnius und unter den Opfern als der „Schlächter von Wilna“ bekannt.

## Herkunft und Ausbildung
Franz Murer wurde am 24. Jänner 1912 als Sohn des Landwirts Johann Murer und dessen Ehefrau Maria (geborene Seidl) geboren und noch am selben Tag auf den Namen Franz getauft. Seine Konfirmation erfolgte am 24. Juli 1922. Am 12. Mai 1938 beantragte Murer die Aufnahme in die NSDAP und wurde rückwirkend zum 1. Mai desselben Jahres aufgenommen (Mitgliedsnummer 6.171.713). Er wurde in der NS-Ordensburg Krössinsee ausgebildet. 

## Verbrechen in Vilnius
Von 1941 bis 1943 war Murer in der dem Reichskommissariat Ostland eingegliederten Stadt Vilnius als Stellvertreter des Gebietskommissars Hans Christian Hingst „zuständig für jüdische Angelegenheiten“. Vilnius, einst als „Jerusalem des Nordens“ bekannt, hatte eine jüdische Bevölkerung von 80.000 Personen, die während Murers „Zuständigkeit“ auf 600 sank. Er war für seinen Sadismus bekannt, da er es genoss, seine Opfer zu verhöhnen. Am 1. Juli 1943 wurde Murer durch Bruno Kittel (* 1922), früher Musiker und Schauspieler, nun SS-Oberscharführer und Leiter des „Judenreferats“ der Gestapo in Vilnius, ersetzt, der die Aufgabe erhielt, das Ghetto Vilnius aufzulösen. Murer wurde stattdessen als Lehrkraft und zur eigenen Weiterbildung an die Ordensburg Krössinsee berufen. Dort war er vermutlich von 1943 bis 1945 als Lehrkraft tätig.

## Nürnberger Prozess
In den Zeugenaussagen und Dokumenten des Nürnberger Prozesses gegen die Hauptkriegsverbrecher wurde Murers Beteiligung am Holocaust benannt.

### Ghetto Wilna
Die Anklage vernahm den Zeugen Abram Gerzewitsch Suzkewer am 27. Februar 1946.
Aber ich muß sagen, daß die Massenvernichtung der jüdischen Bevölkerung in Wilna dann begann, als der Bezirkskommissar Hans Fincks sowie der Referent für jüdische Fragen, Muhrer, nach Wilna kamen. (am 31. August 1941)
Ungefähr die Hälfte der jüdischen Bevölkerung von Wilna ist nicht bis zum Ghetto gekommen, sondern wurde auf dem Wege erschossen.
Wenn Muhrer ins Ghetto kam und die jüdischen Werkstätten besuchte, befahl er allen Arbeitern, sich auf den Boden zu legen und wie Hunde zu bellen.
Ende Dezember 1941 kam ein Befehl im Ghetto heraus, der den jüdischen Frauen verbot, ein Kind auszutragen.
Muhrer kam in das Spital in der Straße Nr. 6 und sagte den jüdischen Ärzten, daß ein Befehl aus Berlin gekommen sei, der besagte, daß jüdische Frauen nicht mehr gebären dürften, und wenn die Deutschen erführen, daß eine Frau einem Kinde das Leben geschenkt hat, würde das Kind vernichtet werden.
Sie sah, wie ein Deutscher das Kind hielt und ihm etwas unter die Nase schmierte. Sodann warf er das Kind auf das Bett und lachte. Als meine Frau das Kind vom Bett aufnahm, hatte es bereits schwarze Lippen.
Sollte man bei jemandem einen versteckten Juden finden, werden alle Mitbewohner erschossen oder gehängt, so lautete eine Warnung Murers an die litauischen und polnischen Bewohner der Stadt.
Die Sängerin Lyuba Levicka ließ er wegen eineinhalb Kilo geschmuggelter Erbsen sterben.

### Sonderaktion 1005 in Ponar
Am 14. August 1946 wurde aus dem Affidavit D-964 aus der Zeugenvernehmung des Szloma Gol zitiert. Der Zeuge berichtet darin, dass im Dezember 1943 die Massengräber bei Wilna geöffnet wurden.
„Diese Arbeit, die im Öffnen der Gräber und Aufbauen der Scheiterhaufen bestand, wurde von etwa 80 Wachmannschaften überwacht… Im Verlaufe dieser Arbeit wurden die litauischen Wächter selbst erschossen, wahrscheinlich, damit sie nicht ausplaudern konnten, was gemacht worden war. Der Befehlshaber des gesamten Platzes war der SA-Führer Murer (der Sachbearbeiter der jüdischen Fragen).“
„Unsere Arbeit bestand darin, Massengräber zu öffnen und Leichen herauszubefördern, um sie dann zu verbrennen. Ich war damit beschäftigt, diese Leichen auszugraben. Mein Freund Belic war mit Sägen und Zurechtmachen von Holz beschäftigt.“
„Wir haben insgesamt 80.000 Leichen ausgegraben. Ich weiß dieses daher, weil zwei Juden, die mit uns in der Grube lebten, von den Deutschen dazu angestellt worden waren, diese Leichen zu zählen. Das war die einzige Aufgabe dieser beiden. Die Leichen bestanden aus einem Gemisch von Juden, polnischen Priestern und russischen Kriegsgefangenen.“

### Bereicherung
Sir David Maxwell Fyfe: Euer Lordschaft! Ich möchte nun – ich brauche im Hinblick auf die Erklärung des Zeugen keine Zeit damit zu verlieren, – Dokument D-975, eine zusätzliche Erklärung des Herrn Gol, vorlegen. Das wird GB-598. In diesem Dokument wird der Vorgang beschrieben, wie die Goldzähne aus den Leichen entfernt wurden. Ich möchte nicht auf Einzelheiten eingehen, Euer Lordschaft; es ist schon oft genug behandelt worden, wie das normalerweise vor sich ging. Euer Lordschaft! Ich möchte lediglich feststellen, daß Murer persönlich die Schachteln mitgenommen hat.

## Nachkriegszeit
1947 wurde Murer eher zufällig festgenommen, und es wurden Ermittlungen beim Landesgericht für Strafsachen Graz wegen seiner Tätigkeit als Gebietskommissar der Stadt Wilna vorgenommen. Murer gab in seinen Einvernahmen an, mit dem Ghetto und den Judenangelegenheiten niemals etwas zu tun gehabt zu haben. Murer wurde im März 1948 gemäß der Moskauer Deklaration, nach der nationalsozialistische Verbrecher am Ort ihrer Verbrechen anzuklagen seien, an die Sowjetunion überstellt, weil Vilnius inzwischen zur Litauischen Sozialistischen Sowjetrepublik gehörte. In Vilnius wurde er am 25. Oktober 1948 wegen der persönlichen Selektion von Juden (wobei er über 5000 in den Tod geschickt haben soll) und wegen der Erschießung von zwei Jüdinnen vom litauischen Militärtribunal zu 25 Jahren Zwangsarbeit verurteilt.
1955 wurde Murer entsprechend den Vorgaben des Staatsvertrages an Österreich übergeben. Von der österreichischen Justiz wurde Murer nicht weiter verfolgt. Erst 1962 kam es nach juristischer Intervention von Simon Wiesenthal zu einer neuerlichen Verhaftung und einem Prozess in Graz, der am 19. Juni 1963 mit einem Freispruch endete, was von einem Teil der österreichischen Öffentlichkeit bejubelt wurde. Der Prozessverlauf schlug zu einem Tribunal gegen die überlebenden Opfer um. Beobachter berichteten, dass „die Söhne des Angeklagten jüdische Zeugen verhöhnten“. Im Prozess sagten prominente Fürsprecher, unter anderen solche der ÖVP, zu seinen Gunsten aus. Die Nichtigkeitsbeschwerde der Staatsanwaltschaft gegen den Freispruch wurde schließlich 1974 vom Landesgericht Graz endgültig abgewiesen und das Verfahren eingestellt. Der umfangreiche Gerichtsakt befindet sich im Steiermärkischen Landesarchiv in Graz.
Er  war zuletzt Bezirksbauernvertreter der ÖVP.

## Privates und Familie
Murer lebte bis zu seinem Tod in Gaishorn am See, Bezirk Liezen.
Laut Bescheinigung der Bezirkshauptmannschaft Murau trat Murer am 16. Oktober 1938 aus der Kirche aus und wurde am 24. Februar 1946 in Gaishorn wieder in die Kirche aufgenommen.
Am 14. März 1940 heiratete er in Rottenmann standesamtlich Elisabeth Möslberger, die er rund sieben Jahre später, am 30. April 1947, auch kirchlich heiratete. Ein Sohn Murers ist der 1941 geborene FPÖ-Politiker und ehemalige Staatssekretär und Nationalratsabgeordnete Gerulf Murer. 1989 kündigte er an, neutrale Historiker aus Deutschland würden mit einem von ihnen verfassten Buch die Unschuld seines Vaters Franz Murer beweisen, doch ist ein solches Buch nie erschienen.

## Film
Von April bis Juni 2017 entstand unter der Regie von Christian Frosch der Spielfilm Murer – Anatomie eines Prozesses mit Karl Fischer in der Titelrolle.